# Mammillaria albicoma
Mammillaria albicoma ist eine Pflanzenart aus der Gattung Mammillaria in der Familie der Kakteengewächse (Cactaceae). Das Artepitheton  albicoma  bedeutet ‚weißhaarig‘.

## Beschreibung
Mammillaria albicoma wächst mit an der Basis verzweigenden abgeflacht kugelförmigen bis kurz zylindrischen Trieben, die häufig flache Polster bilden. Die unter der dichten Bedornung verborgenen Triebe erreichen Wuchshöhen von bis 5 Zentimetern und Durchmesser von 3 bis 5 Zentimetern. Die konischen bis zylindrischen leuchtend grünen Warzen sind an ihrer Spitze gestutzt und spiralförmig angeordnet. Sie enthalten keinen Milchsaft. Die Axillen sind mit Filz und Borsten besetzt. Die 3 bis 4 geraden, weißen Mitteldornen, die manchmal auch fehlen, besitzen eine rötlich braune Spitze und sind 4 bis 5 Millimeter lang. Die haarartigen 30 bis 40 weißen Randdornen sind 8 bis 10 Millimeter lang.
Die breit trichterförmigen hell grünlichgelben bis cremefarbenen Blüten sind 1 bis 1,5 Zentimetern lang und erreichen ebensolche Durchmesser. Die kleinen roten Früchte enthalten schwarze Samen.

## Verbreitung, Systematik und Gefährdung
Mammillaria albicoma ist in den mexikanischen Bundesstaaten Nuevo León, San Luis Potosí und Tamaulipas verbreitet.
Die Erstbeschreibung erfolgte 1929 durch Friedrich Bödeker. Nomenklatorische Synonyme sind Mammillaria pilispina var. albicoma (Boed.) E.Kuhn (1976, nom. inval.  ICBN-Artikel 33.3 und 43.1) und Escobariopsis albicoma (Boed.) Doweld (2000).
Mammillaria albicoma wird in der Roten Liste gefährdeter Arten der IUCN als „Endangered (EN)“, d. h. stark gefährdet, eingestuft.

## Nachweise